# Kanton Montesquiou
Der Kanton Montesquiou war bis 2015 ein französischer Wahlkreis in der Region Midi-Pyrénées. Er lag im Arrondissement Mirande und im Département Gers. Hauptort war Montesquiou.
Der 17 Gemeinden umfassende Kanton war 257,24 km² groß und hatte 2885 Einwohner (Stand: 2012).

## Gemeinden
| Gemeinde            | Einwohner | Code postal | Code Insee |
| ------------------- | --------- | ----------- | ---------- |
| Armous-et-Cau       | 90        | 32230       | 32009      |
| Bars                | 139       | 32300       | 32030      |
| Bassoues            | 376       | 32320       | 32032      |
| Castelnau-d’Anglès  | 90        | 32320       | 32077      |
| Courties            | 49        | 32230       | 32111      |
| Estipouy            | 193       | 32300       | 32128      |
| Gazax-et-Baccarisse | 99        | 32230       | 32144      |
| L’Isle-de-Noé       | 443       | 32300       | 32159      |
| Louslitges          | 84        | 32730       | 32217      |
| Mascaras            | 52        | 32230       | 32240      |
| Monclar-sur-Losse   | 102       | 32300       | 32265      |
| Montesquiou         | 570       | 32320       | 32285      |
| Mouchès             | 73        | 32300       | 32293      |
| Peyrusse-Grande     | 210       | 32320       | 32315      |
| Peyrusse-Vieille    | 78        | 32230       | 32317      |
| Pouylebon           | 155       | 32320       | 32326      |
| Saint-Christaud     | 90        | 32320       | 32367      |